# Nichols (Iowa)
Nichols è un comune degli Stati Uniti d'America, situato nello Stato dell'Iowa, nella contea di Muscatine.